# Bruchia vogesiaca
Bruchia vogesiaca är en bladmossart som beskrevs av Schwaegrichen 1824. Bruchia vogesiaca ingår i släktet Bruchia och familjen Bruchiaceae. Inga underarter finns listade i Catalogue of Life.